# Assenza atipica
La locuzione assenza atipica identifica un fenomeno di perdita di coscienza che si accompagna a manifestazioni di vario genere e che possono far parte di più ampie sindromi epilettiche quali la sindrome di Dravet, la sindrome di Lennox-Gastaut e la sindrome di Landau-Kleffner.

## Caratteristiche
Un'assenza atipica si distingue dall'assenza tipica per la maggiore durata (anche più di 20 secondi), per l'associazione varia con fenomeni motori (mioclono, ipertono) e vegetativi e per l'inizio e la fine meno repentini.
Le assenze atipiche fanno parte delle crisi epilettiche primitivamente generalizzate, ovvero, forme di epilessia che si caratterizzano per coinvolgimento di entrambi gli emisferi cerebrali sin dall'inizio della crisi. Inoltre, le assenze atipiche fanno parte della crisi a sintomatologia complessa poiché vi è una compromissione dello stato di coscienza durante la crisi. Per cui, in definitiva, la assenze atipiche sono crisi epilettiche primitivamente generalizzate e a sintomatologia complessa.

## Elettroencefalogramma
Lo studio elettroencefalografico durante la crisi è utile per distinguere le assenze atipiche dalle assenze tipiche. Infatti mentre le prime i complessi punta onda sono più lenti (2.5 Hz) e con ritmo di fondo rallentato, le seconde sono caratterizzate da complessi punta-onda a 3-4 Hz con ritmo di fondo normale. Può inoltre essere utile lo studio continuo nelle 24 ore, spesso in grado di identificare il tipo di quadro sindromico a cui appartengono le assenze atipiche.